# Altri (fantasy)
Gli Altri sono una specie umana immaginaria appartenente alla pentalogia (iniziata con I guardiani della notte) scritta da Sergej Luk'janenko.

## Caratteristiche
Nel multiverso immaginato da Luk'janenko gli Altri sono esseri dotati di poteri magici di varia natura.
L'energia magica permea tutte le cose, ma si lega agli Altri in percentuale minore: grazie a ciò essi possono farla fluire attraverso il loro corpo ed utilizzarla in modi diversi. Paradossalmente, quindi, gli esseri umani sono più magici degli Altri e gli Altri più potenti sono quelli meno magici.
Gli Altri si autodefiniscono una mutazione genetica dell'Homo sapiens sapiens; qualsiasi Altro, anche il più debole, è infatti immensamente più potente di un uomo normale.
Gli Altri si suddividono in due categorie: gli Altri della Luce e gli Altri delle Tenebre.
Luce e Tenebre rappresentano le due tendenze opposte dell'universo: esse non coincidono necessariamente con Bene e Male, rappresentano più che altro un equilibrio perfetto che guida le leggi della natura e si traduce in modi diversi di interpretare la realtà; questa diversa interpretazione della realtà è sentita in modo particolare dagli Altri poiché, a differenza degli umani, essi sono consapevoli della propria natura. Gli Altri della Luce rinfacciano ai loro opposti delle Tenebre di essere egoisti e criminali; gli Altri delle Tenebre rispondono affermando che se ognuno pensasse solo agli altri e mai a sé stesso alla fine nessuno sarebbe felice.

## Altri della Luce
Gli Altri della Luce credono generalmente in valori come l'altruismo e il sacrificio e operano per l'ordine e la giustizia.
Questo non garantisce tuttavia un'ineccepibile condotta morale: molti Altri della Luce sono infatti macchinatori e assetati di potere, spesso coinvolti in intrighi, alcuni tradiscono famiglia e amici, altri passano addirittura alle Tenebre. Molti Altri della Luce sono inoltre soli, depressi e tendenti all'alcolismo.
Si distinguono due tipi di Altri della Luce.
- I maghi e le maghe sono Altri in grado di utilizzare direttamente l'energia magica. Possono raggiungere potenze immense e sono in grado di manipolare la realtà in innumerevoli modi: controllano la materia e l'energia, lanciano incantesimi con effetti immediati o che sussistono nel tempo, prevedono il futuro, controllano le menti altrui, "leggono" l'aura delle persone, ecc.
- I maghi mutanti sono invece mutantropi, uomini e donne in grado di trasformarsi in animali (vedi oltre); il termine "mutantropo" è considerato dispregiativo dagli Altri della Luce, poiché i mutantropi sono generalmente Altri delle Tenebre. I maghi mutanti hanno una natura più irruente rispetto ai maghi comuni, sono in genere meno potenti e prediligono lo scontro fisico alla magia.

## Altri delle Tenebre
Gli Altri delle Tenebre credono generalmente in valori come la libertà e l'autonomia, disdegnano spesso famiglia e compagni fissi e non si fanno scrupoli a commettere crimini di ogni genere.
D'altro canto esistono Altri delle Tenebre onesti, alcuni hanno persino famiglie umane; molti fanno propri valori come amicizia, rispetto, onore e anche amore.
Esistono vari tipi di Altri delle Tenebre.
- I maghi e le maghe sono assimilabili ai loro corrispondenti della Luce; naturalmente la qualità della magia e gli scopi saranno diversi.
- Le streghe differiscono dalle maghe per il fatto di saper utilizzare la magia solo tramite oggetti magici, non direttamente; tendono inoltre a compiere incantesimi di gruppo e sabba. Le streghe si dimostrano, nel corso dei romanzi, particolarmente dedite alla perdizione.
- I vampiri sono non-morti che per vivere necessitano di succhiare il sangue umano. Sono in grado di attirare le vittime con particolari richiami (simili a un canto udito a distanza nella testa). I vampiri sono molto più forti e veloci degli umani e sono dotati di poteri ipnotici, definiti dall'autore come «una via di mezzo fra la magia e un'ipnosi molto forte». I Vampiri Superiori sono invece vampiri potentissimi, in grado di trasformarsi in animali e di controllare la mente di molti umani e di privarli della volontà; un vampiro può passare al rango di Superiore dopo aver ucciso, bevendone il sangue, molte vittime, o un concentrato di sangue di dodici persone, il cocktail Sauskin, che permette al vampiro di raggiungere il limite della sua potenza senza uccidere nessuno. I Vampiri Superiori si distinguono per il controllo delle emozioni: è un disonore per uno di loro cedere alle sue emozioni e perdere il controllo. I vampiri sono immuni agli oggetti cristiani, all'argento e alla luce solare, in compenso l'alcol brucia le loro carni. I vampiri possono trasformare un uomo in un loro simile mordendolo, solo se vampiro e vittima sono entrambi consenzienti. Sono in grado di fiutare paura e menzogna: è impossibile mentire a un vampiro, anche con l'ausilio della magia. Questi Altri non possono entrare in casa di qualcuno senza essere invitati, come i vampiri della tradizione letteraria.
- I mutantropi sono Altri poco potenti e considerati inferiori da maghi e streghe. Ogni mutantropo può trasformarsi, a scelta, in uno o due animali. Sono sensibili all'argento. I mutantropi possono trasformare un uomo in un loro simile mordendolo.
- I licantropi sono mutantropi particolari che si trasformano in lupi straordinariamente forti, veloci e feroci, dotati di favella umana anche nella forma ferina. Non risentono dei cicli lunari, per quanto riguarda la trasformazione, e sono sensibili all'argento. I licantropi possono trasformare un uomo in un loro simile mordendolo.

## Le Guardie
Altri della Luce e Altri delle Tenebre sono dotati di due Guardie, la Guardia della Notte che si occupa di monitorare e controllare le attività delle Tenebre e la Guardia del Giorno che tiene d'occhio gli Altri della Luce. Le Guardie sono organizzazioni nascoste agli occhi degli umani che addestrano i propri membri per una guerra continua fra le due fazioni.
Ogni paese ha la propria guardia.

## Poteri
Qualunque Altro possiede capacità che vanno oltre a quelle dei comuni umani.
Innanzitutto gli Altri sono virtualmente immortali: non invecchiano e non muoiono, a meno che non vengano uccisi.
Per quanto riguarda le prestazioni fisiche, gli Altri hanno una capacità di guarigione molto superiore a quella umana (le pallottole, ad esempio, sono meno pericolose) e hanno forza e riflessi potenziati. I vampiri, i mutantropi e i licantropi sono in generale più forti e veloci dei maghi e delle streghe. È quasi impossibile uccidere un vampiro con normali pallottole, poiché sono già morti.
Tutti gli Altri hanno in generale la capacità di alterare magicamente la realtà e di prevedere il futuro: non si tratta di una vera e propria precognizione, più che altro scandagliano mentalmente le linee delle probabilità e calcolano cosa più probabilmente accadrà.
Tutti gli Altri attingono la loro forza dal Crepuscolo (vedi oltre) e in esso possono calarsi.

### Livelli di potenza
Ogni Altro raggiunge un certo livello di potenza, che gli garantisce capacità superiori agli Altri di livello inferiore.
- Il livello zero garantisce una forza senza pari e fa dell'Altro che lo possiede un Mago Assoluto (o Zero Assoluto, vista la totale assenza di energia magica nel suo corpo). Gli unici limiti di un Altro Assoluto sono rappresentati dalla sua fantasia: è il grado della semi-onnipotenza. Un Altro Assoluto può essere sconfitto solo riunendo centinaia di maghi.
- Oltre il primo livello l'Altro è detto Grande Mago ed è dotato di una forza straordinaria e di possibilità immense.
- Il primo livello garantisce una forza enorme.
- Il secondo livello garantisce una forza elevata.
- Il terzo livello garantisce una forza medio-alta.
- Dal quarto livello in giù la forza cala progressivamente.

## Crepuscolo
La struttura del multiverso inventato da Luk'janenko prende il nome di Crepuscolo.
Il Crepuscolo consta di sette strati, sette realtà tra loro parallele e che gli Altri possono raggiungere utilizzando la loro ombra come porta. Gli strati possono essere attraversati uno alla volta, in ordine, ed ogni strato richiede un maggiore livello di abilità per essere raggiunto rispetto al precedente.
Il Crepuscolo ha la caratteristica di assorbire l'energia vitale di coloro che vi penetrano, quindi il suo utilizzo deve essere ben calcolato.
Ogni strato ha caratteristiche diverse.
- Il primo strato è raggiungibile da qualsiasi Altro e rappresenta anche l'iniziazione degli umani che si trasformano in Altri, in quanto questi vi cadono inavvertitamente e devono essere raggiunti da un Altro che spieghi loro cos'è successo. Questo mondo si presenta come un luogo dalla luce crepuscolare, in cui la temperatura è piuttosto rigida; non esistono forme di vita all'infuori del muschio blu, un parassita vegetale che si nutre di emozioni. Gli oggetti, le abitazioni, le strade presenti nella realtà ordinaria sono presenti anche nel primo strato del Crepuscolo, anche se con un aspetto leggermente diverso (più cupo, più antico). Oggetti in movimento, persone e animali che popolano la realtà ordinaria sono visibili nel crepuscolo come ombre. Alcuni esseri viventi esistono contemporaneamente nella realtà ordinaria e nel primo strato del Crepuscolo, ad esempio i gatti.
- Il secondo strato è raggiungibile solo da Altri piuttosto potenti (fino al secondo-terzo livello). Si presenta ancora più cupo, buio e opprimente rispetto al primo strato, permeato da una fitta nebbia.
- Il terzo strato è straordinariamente cupo e opprimente e non conserva praticamente nulla della realtà ordinaria, solo rovine ed edifici differenti, oltre a vegetazione rampicante e alberi scheletrici.
- Il quarto strato è invece molto luminoso. I colori sono alieni, quasi indefinibili. Il cielo è rosa sfumato, il terreno è deserto e grigio e sono presenti due soli.
- Il quinto strato è ricco di erba e aria fresca ed è molto confortevole per coloro che vi sostano, tanto da spingerli a restare.
- Il sesto strato rappresenta l'aldilà degli Altri ed è popolato unicamente dagli Altri morti presenti sotto forma di spirito.
- Il settimo strato coincide con la realtà ordinaria.